# Списак рудника угља у Сједињеним Државама
Следећа табела приказује руднике угља у Сједињеним Америчким Државама који су произвели најмање 4 000 000 тона угља. 
Према подацима Америчке Управе за информације о енергетици (ЕИА), у 2015. години у Сједињеним Америчким Државама је било 853 рудника угља, која су произвела 896 941 тона угља. 
| Име                                                         | Власник                                                             | Врста                    | Држава        | Производња (2017)     | Слике |
| ----------------------------------------------------------- | ------------------------------------------------------------------- | ------------------------ | ------------- | --------------------- | ----- |
| Норт Антелоп Рошел Мајн (енг. North Antelope Rochelle Mine) | Пебоди Енерџи Корпорејшн (енг. Peabody Energy Corporation)          | Површинска експлоатација | Вајоминг      | 0000000000101,595,323 |       |
| Блек Тандер Мајн                                            | Арч Кол                                                             | Површинска експлоатација | Вајоминг      | 0000000000099,450,689 |       |
| Антелоп Кол Мајн (енг. Antelope Coal Mine)                  | Клауд Пик Енерџи                                                    | Површинска експлоатација | Вајоминг      | 0000000000028,503,504 |       |
| Игл Бјут Мајн                                               | Фандејшн Кол                                                        | Површинска експлоатација | Вајоминг      | 0000000000017,264,483 |       |
| Колдеро Ројџо Мајн                                          | Клауд Пик Енерџи                                                    | Површинска експлоатација | Вајоминг      | 0000000000016,393,569 |       |
| Беле Еј Мајн (енг. Belle Ayr Mine)                          | Фандејшн Кол                                                        | Површинска експлоатација | Вајоминг      | 0000000000015,826,344 |       |
| Фридом Мајн                                                 | Норф Американ Кол Корпорејшн (енг. North American Coal Corporation) | Површинска експлоатација | Норф Декојта  | 0000000000014,716,777 |       |
| Бакскин Мајн (енг. Buckskin Mine)                           | Киви Корпорејшн                                                     | Површинска експлоатација | Вајоминг      | 0000000000014,517,853 |       |
| Емси 1 Мајн (енг. Mc 1 Mine)                                | Ем-Клас Мајнинг (енг. M-Class Mining)                               | Подземна експлоатација   | Илнои         | 0000000000012,812,197 |       |
| Спринг Крик Кол Компани (енг. Spring Creek Coal Company)    | Клауд Пик Енерџи                                                    | Површинска експлоатација | Монтана       | 0000000000012,725,656 |       |
| Бејли Мајн (енг. Bailey Mine)                               | КОНСОЛ Енерџи                                                       | Подземна експлоатација   | Пенсилвејнија | 0000000000012,123,618 |       |
| Машл Канти Мајн                                             | Машл Канти Кол Компани (енг. Marshall County Coal Company)          | Подземна експлоатација   | Вест Виџинија | 0000000000011,653,535 |       |
| Кбајо Мајн (енг. Caballo Mine)                              | Пебоди Енерџи Корпорејшн (енг. Peabody Energy Corporation)          | Површинска експлоатација | Вајоминг      | 0000000000011,125,949 |       |
| Кас Стрип                                                   | Луминант Мајнинг                                                    | Површинска експлоатација | Тексас        | 0000000000010,997,088 |       |
| Ровхајд Мајн (енг. Rawhide Mine)                            | Пебоди Енерџи Корпорејшн (енг. Peabody Energy Corporation)          | Површинска експлоатација | Вајоминг      | 0000000000010,346,144 |       |
| Енлов Форк Мајн (енг. Enlow Fork Mine)                      | КОНСОЛ Енерџи                                                       | Подземна експлоатација   | Пенсилвејнија | 0000000000009,180,468 |       |
| Кол Крик Мајн                                               | Арч Кол                                                             | Површинска експлоатација | Вајоминг      | 0000000000008,963,048 |       |
| Ривер Вју Мајн                                              | Ривер Вју Кол                                                       | Подземна експлоатација   | Кентаки       | 0000000000008,961,616 |       |
| Розбад Мајн                                                 | Вестморланд Кол Компани (енг. Westmoreland Coal Company)            | Површинска експлоатација | Монтана       | 0000000000008,630,002 |       |
| Бер Ран Мајн                                                | Пибоди Бер Ран Мајнинг (енг. Peabody Bear Run Mining)               | Површинска експлоатација | Индиана       | 0000000000007,271,178 |       |
| Фолкрк Мајн (енг. Falkirk Mine)                             | Норф Американ Кол Корпорејшн (енг. North American Coal Corporation) | Површинска експлоатација | Норф Декојта  | 0000000000007,219,086 |       |
| Фри Окс Мајн                                                | Луминант Мајнинг                                                    | Површинска експлоатација | Тексас        | 0000000000007,186,478 |       |
| Харисон Канти Мајн                                          | КОНСОЛ Енерџи                                                       | Подземна експлоатација   | Вест Виџинија | 0000000000007,131,341 |       |
| Танл Риџ Мајн                                               | Танл Риџ                                                            | Подземна експлоатација   | Вест Виџинија | 0000000000006,988,112 |       |
| Камбрланд Мајн (енг. Cumberland Mine)                       | Фандејшн Кол                                                        | Подземна експлоатација   | Пенсилвејнија | 0000000000006,769,916 |       |
| Мак 1 Мајн (енг. Mach 1 Mine)                               | Мак Мајнинг                                                         | Подземна експлоатација   | Илнои         | 0000000000006,335,835 |       |
| Марион Канти Мајн                                           | КОНСОЛ Енерџи                                                       | Подземна експлоатација   | Вест Виџинија | 0000000000006,114,799 |       |
| Охајо Канти Мајн (енг. Ohio County Mine)                    | Охајо Канти Кол (енг. Ohio County Coal)                             | Подземна експлоатација   | Вест Виџинија | 0000000000006,046,582 |       |
| Драј Форк Мајн                                              | Вестрн Фјулс Асосиејшн (енг. Western Fuels Association)             | Површинска експлоатација | Вајоминг      | 0000000000006,045,618 |       |
| Гибсн Сауф (енг. Gibson South)                              | Гибсн Кантри Кол (енг. Gibson County Coal)                          | Подземна експлоатација   | Индиана       | 0000000000005,955,676 |       |
| Суфко                                                       | Арч Кол                                                             | Подземна експлоатација   | Јута          | 0000000000005,883,975 |       |
| Бул Маунтинс Мајн намбр 1 (енг. Bull Mountains Mine No 1)   | Сигнал Пик Енерџи                                                   | Подземна експлоатација   | Монтана       | 0000000000005,883,820 |       |
| Сенчри Мајн                                                 | Мури Енерџи Корпорејшн                                              | Подземна експлоатација   | Охајо         | 0000000000005,676,639 |       |
| Бјуканан Мајн 1 (енг. Buchanan Mine 1)                      | Бјуканан Минералс (енг. Buchanan Minerals)                          | Подземна експлоатација   | Виџинија      | 0000000000005,352,731 |       |
| Сан Уан Мајн 1                                              | Сан Уан Кол                                                         | Подземна експлоатација   | Нју Мексико   | 0000000000005,327,442 |       |
| Намбр 7 Мајн (енг. No 7 Mine)                               | Вариор Мет Кол Мајнинг (енг. Warrior Met Coal Mining)               | Подземна експлоатација   | Алабама       | 0000000000004,864,828 |       |
| Ел Сегундо                                                  | Ел Сегундо Кол                                                      | Површинска експлоатација | Нју Мексико   | 0000000000004,855,010 |       |
| Вест Елк Мајн                                               | Арч Кол                                                             | Подземна експлоатација   | Колорадо      | 0000000000004,821,281 |       |
| Харви Мајн                                                  | Консол Пенсилвејнија Кол (енг. Consol Pennsylvania Coal)            | Подземна експлоатација   | Пенсилвејнија | 0000000000004,805,028 |       |
| Скајлајн Мајн 3                                             | Канјон Фјул Компани                                                 | Подземна експлоатација   | Пенсилвејнија | 0000000000004,374,500 |       |
| Сентр Мајн                                                  | Биенај Кол                                                          | Површинска експлоатација | Норф Декојта  | 0000000000004,288,404 |       |
| Кемр Мајн                                                   | Шервон Компорејшн                                                   | Површинска експлоатација | Вајоминг      | 0000000000004,224,426 |       |
| Вајодак Мајн (енг. Wyodak Mine)                             | Блак Хилс Корпорејшн (енг. Black Hills Corporation)                 | Површинска експлоатација | Вајоминг      | 0000000000004,182,800 |       |
| Декр Мајн                                                   | Декр Кол Компани                                                    | Површинска експлоатација | Монтана       | 0000000000004,158,338 |       |